# Марк Перперна (консул 130 года до н. э.)
Марк Перперна (лат. Marcus Perperna; умер в 129 году до н. э., Пергам) — римский политический деятель и военачальник, консул 130 года до н. э. Командовал армией во время Пергамской войны.

### Происхождение
Номен Перперна (Perperna) имеет этрусское происхождение. Некоторые источники (главным образом греческие) употребляют вариант Перпенна (Perpenna), но в историографии принято отдавать предпочтение написанию Перперна, встречающемуся в ряде латинских надписей и в самом раннем из сохранившихся литературных источников — речах Марка Туллия Цицерона. 
По рождению Марк Перперна не входил в состав римского нобилитета. Он стал первым консулом в своей семье и первым обладателем неримского имени в Капитолийских фастах (единственным до Союзнической войны). Позже, уже после смерти Марка, выяснилось, что его отец в своё время незаконно присвоил римское гражданство; Марк-старший «по приговору сабелльского суда вынужден был удалиться на прежнее место жительства». Но на судьбу семьи это уже не повлияло: Перперны остались не только гражданами Рима, но и членами сенаторского сословия.

## Биография
Не позднее 133 года до н. э. Марк Перперна должен был занимать должность претора (в соответствии с требованиями Закона Виллия). В 132 году до н. э., по данным Луция Аннея Флора, он участвовал в подавлении Первого сицилийского восстания рабов: разбил повстанцев в сражении, оттеснил их в Энну и взял город после осады. Переживших голод рабов Перперна распял на крестах, а вернувшись в Рим, получил право на овацию. Другие античные историки приписывают победу над рабами консулу Публию Рупилию. Фридрих Мюнцер предположил в связи с этим, что Флор перепутал кампании Перперны в Сицилии и Азии, но впоследствии Аттилио Деграсси показал, что Перперна имел возможность участвовать в подавлении восстания (итальянский историк обнаружил лакуну в триумфальных фастах как раз там, где могло находиться сообщение об овации, а также обнаружил надпись, в которой речь может идти именно о Перперне).
В 130 году до н. э. Перперна стал консулом совместно с патрицием Луцием Корнелием Лентулом. В это время Рим вёл войну в Малой Азии против Аристоника, провозгласившего себя пергамским царём Эвменом III. Проконсул Публий Лициний Красс Муциан потерпел поражение в битве и погиб; тогда командование в войне получил Перперна. Последний разбил Аристоника в сражении, осадил его в Стратоникее в Мисии и заставил капитулировать. Перперна уже готовился вернуться в Рим и отпраздновать триумф, но неожиданно умер в Пергаме в 129 году до н. э.

## Потомки
У Марка Перперны был сын того же имени, который в 92 году до н. э. был консулом, а в 86 году до н. э. — цензором. Представитель следующего поколения был одним из полководцев Квинта Сертория и организовал его убийство.